# Stile osservato
Stile osservato, stile antico, stile romano, stile obbligato, stile grave – terminy używane w literaturze muzycznej od początku XVII wieku na określenie stylu muzycznego charakterystycznego dla twórczości Palestriny i innych kompozytorów szkoły rzymskiej. Stile osservato oparty był na wirtuozowskiej technice kontrapunktycznej i cechował się powagą oraz surowością. W piśmiennictwie często wzmiankowany był razem z kontrastującymi z jego dostojeństwem stile concitato i stile rappresentativo, będącymi wyznacznikami monodii akompaniowanej.